# Tang-e Eram
Tang-e Eram (persiska: تَنگ اِرَم, تنگ ارم) är en ort i Iran.   Den ligger i provinsen Bushehr, i den centrala delen av landet, 700 km söder om huvudstaden Teheran. Tang-e Eram ligger 885 meter över havet och antalet invånare är 2 928.
Terrängen runt Tang-e Eram är huvudsakligen kuperad, men åt sydost är den platt. Terrängen runt Tang-e Eram sluttar österut. Runt Tang-e Eram är det ganska glesbefolkat, med 43 invånare per kvadratkilometer. Tang-e Eram är det största samhället i trakten. Omgivningarna runt Tang-e Eram är i huvudsak ett öppet busklandskap.